# 담강대학역
담강대학역은 2018년에 개통한 타이완의 철도역이다.

## 역 주변
- 담강대학